# Cronologia da pandemia de COVID-19 na Argentina
Este artigo documenta a cronologia da pandemia de COVID-19 na Argentina.

## Cronologia

### Março de 2020
- 3 de março: O Ministério da Saúde da Argentina relata o primeiro caso confirmado do novo coronavírus no país. Uma pessoa, que viajava à Europa, inclusive à Itália, é internada em uma clínica privada em Buenos Aires.[1]
- 7 de março: A primeira morte causada pelo novo coronavírus é registrada na Argentina e na América Latina. Um homem de 64 anos, que é um residente de Buenos Aires, foi internado na unidade de terapia intensiva.[2]
- 15 de março: O presidente da Argentina, Alberto Ángel Fernández, anuncia o fechamento das fronteiras com os países vizinhos da América do Sul por 15 dias.[3][4]

### Junho de 2020
- 25 de junho: O número de casos confirmados do novo coronavírus na Argentina ultrapassa 50.000, registrado pelo Ministério da Saúde do país.[5]

### Julho de 2020
- 12 de julho: O número de casos confirmados do novo coronavírus na Argentina ultrapassa 100.000, registrado pelo Ministério da Saúde do país.[6]

### Agosto de 2020
- 2 de agosto: O número de casos confirmados do novo coronavírus na Argentina ultrapassa 200.000, registrado pelo Ministério da Saúde do país.[7]
- 18 de agosto: O número de casos confirmados do novo coronavírus na Argentina ultrapassa 300.000, registrado pelo Ministério da Saúde do país.[8]
- 26 de agosto: O número de casos diários do novo coronavírus na Argentina ultrapassa 10.000 pela primeira vez, registrado pelo Ministério da Saúde do país.[9]
- 29 de agosto: O número de casos confirmados do novo coronavírus na Argentina ultrapassa 400.000, registrado pelo Ministério da Saúde do país.[10]

### Setembro de 2020
- 7 de setembro: O número de mortes causadas pelo novo coronavírus na Argentina ultrapassa 10.000, registrado pelo Ministério da Saúde do país.[11][12]
- 8 de setembro: O número de casos confirmados do novo coronavírus na Argentina ultrapassa 500.000, registado pelo Ministério da Saúde do país.[13]
- 17 de setembro: O número de casos confirmados do novo coronavírus na Argentina ultrapassa 600.000, registado pelo Ministério da Saúde do país.[14]

### Outubro de 2020
- 2 de outubro: O número de mortes causadas pelo novo coronavírus na Argentina ultrapassa 20.000, registrado pelo Ministério da Saúde do país.[15]
- 12 de outubro: O número de casos confirmados do novo coronavírus na Argentina ultrapassa 900.000 após os protestos contra o governo do país. Essa marca é registada pelas autoridades de saúde do país.[16]
- 19 de outubro: O número de casos confirmados do novo coronavírus na Argentina ultrapassa um milhão, registrado pelo Ministério da Saúde do país. A Argentina torna-se o quinto país do mundo a atingir essa marca.[17]
- 28 de outubro: O número de mortes causadas pelo novo coronavírus na Argentina ultrapassa 30.000, registrado pelo Ministério da Saúde do país.[18][19]

### Novembro de 2020
- 6 de novembro: O governo da Argentina anuncia o fim do bloqueio total na região metropolitana de Buenos Aires, uma das mais longas do mundo.[20]

### Dezembro de 2020
- 8 de dezembro: O número de mortes causadas pelo novo coronavírus na Argentina ultrapassa 40.000, registrado pelo Ministério da Saúde do país.[21][22]
- 10 de dezembro: O presidente da Argentina, Alberto Ángel Fernández, diz em entrevista coletiva em Buenos Aires que será a primeira pessoa no país a receber a vacina russa contra o novo coronavírus Sputnik V.[23]
- 20 de dezembro: A Argentina suspende os voos do Reino Unido devido a uma nova variante do novo coronavírus no país europeu.[24]
- 23 de dezembro: A Argentina aprova o uso emergencial da vacina russa Sputnik V contra COVID-19, tornando-se o terceiro país a aprovar depois de Rússia e Bielorrússia e o primeiro da América Latina.[25][26]
- 24 de dezembro: Na manhã, as primeiras 300.000 doses da vacina russa Sputnik V contra COVID-19 chegam à Argentina.[27]
- 29 de dezembro: A Argentina inicia a campanha de vacinação contra a COVID-19 com a vacina russa Sputnik V e torna-se o terceiro país do mundo a aprovar a vacina russa, depois da Rússia e da Bielorrússia. O governador da província de Buenos Aires, Axel Kicillof, torna-se um dos primeiros a tomar a vacina.[28][29]

### Janeiro de 2021
- 16 de janeiro: O segundo lote da vacina russa Sputnik V com 300 mil doses chega ao aeroporto internacional de Ezeiza, fora da capital argentina, Buenos Aires.[30]
- 20 de janeiro: O governo argentino aprova o uso da vacina russa Sputnik V em pessoas com mais de 60 anos, depois de aprová-la anteriormente para grupos de idade mais jovens.[31]
- 21 de janeiro: O presidente da Argentina, Alberto Ángel Fernández, recebe a primeira dose da vacina russa Sputnik V contra o novo coronavírus, tornando-se um dos primeiros líderes mundiais a tomar a vacina russa.[31][32]
- 27 de janeiro: As autoridades de aviação da Argentina restringem os voos de entrada e saída para o Brasil, os Estados Unidos, o México e a Europa, devido à situação epidemiológica causada pela COVID-19.[33][34][35]

### Fevereiro de 2021
- 8 de fevereiro: A Argentina detecta os primeiros casos de duas variantes brasileiras do novo coronavírus. Dois dos quatro viajantes testam positivo para duas variantes na região amazônica do Brasil e no Rio de Janeiro.[36][37]
- 12 de fevereiro: O número de mortes causadas pelo novo coronavírus na Argentina ultrapassa 50.000, registrado pelo Ministério da Saúde do país.[38][39]
- 19 de fevereiro: O ministro da saúde da Argentina, Ginés González García, renuncia ao cargo a pedido do presidente do país, Alberto Ángel Fernández, após a revelação de um escândalo de desvio de vacinas contra o novo coronavírus.[40][41]

### Abril de 2021
- 3 de abril: O presidente da Argentina, Alberto Fernandez, anuncia que testou positivo para o novo coronavírus em seu aniversário.[42]
- 21 de abril: O número de mortes causadas pelo novo coronavírus na Argentina ultrapassa 60.000, registrado pelo Ministério da Saúde do país.[43]
- 29 de abril: A Argentina suspende qualquer aumento de preço do oxigênio medicinal por 90 dias devido ao aumento dos casos do novo coronavírus.[44][45]
- 29 de abril: O governo da Argentina anuncia que as restrições para combater surto de COVID-19 são estendidas até 21 de maio.[46]

### Maio de 2021
- 4 de maio: A Suprema Corte da Argentina derruba o decreto do presidente do país, Alberto Fernández, para fechar as escolas em Buenos Aires em meio a um aumento dos casos do novo coronavírus, apoiando o governo da cidade que buscou manter as crianças nas aulas.[47]
- 15 de maio: O número de mortes causadas pelo novo coronavírus na Argentina ultrapassa 70.000, registrado pelo Ministério da Saúde do país.[48][49]
- 21 de maio: A Associação do Futebol Argentino suspende todos os jogos de futebol no país devido à pandemia de COVID-19.[50]
- 21 de maio: A Argentina torna-se o país com mais mortes diárias de COVID-19 por 100 mil habitantes, ultrapassando a Índia.[51]
- 30 de maio: A Confederação Sul-Americana de Futebol (CONMEBOL) anuncia a suspensão da Copa América do mesmo ano, realizada na Argentina, com início marcado para 13 de junho, devido ao aumento de casos de COVID-19 no país.[52][53]

### Junho de 2021
- 4 de junho: O número de mortes causadas pelo novo coronavírus na Argentina ultrapassa 80.000, registrado pelo Ministério da Saúde do país.[54][55]
- 22 de junho: O número de mortes causadas pelo novo coronavírus na Argentina ultrapassa 90.000, registrado pelo Ministério da Saúde do país.[56][57]
- 27 de junho: O presidente da Argentina, Alberto Ángel Fernández, presta homenagem a mais de 90 mil mortos por COVID-19 no país, em ato no Centro Cultural Kirchmer junto com representantes de diferentes religiões, povos indígenas e comunidade afro-argentina.[58]

### Julho de 2021
- 14 de julho: O número de mortes causadas pelo novo coronavírus na Argentina ultrapassa 100.000, registrado pelo Ministério da Saúde do país. A Argentina torna-se o quinto país da América Latina a ultrapassar essa marca causada pela doença.[59][60][61]
- 15 de julho: O governo da Argentina decreta luto oficial de cinco dias após a marca de 100 mil pessoas mortas pela COVID-19.[62]